# وحشت سفید (تایوان)
وحشت سفید(چینی سنتی: 白色恐怖; پین‌یین: Báisè Kǒngbù; Pe̍h-ōe-jī: Pe̍h-sek Khióng-pò͘)، به سرکوب سیاسی غیرنظامیان تایوانی تحت حکومت کومینتانگ (KMT) گفته‌می‌شود.  دوره ترور سفید با حکومت نظامی در تایوان در ۱۹ مه ۱۹۴۹ آغاز شد، که با مقررات موقت ۱۹۴۸ علیه شورش کمونیستی امکان پذیر شده‌بود و در ۲۱ سپتامبر ۱۹۹۲ با لغو ماده ۱۰۰ قانون جنایی که اجازه پیگرد قانونی فعالیت های «ضد دولتی» را می داد، به پایان رسید. مقررات موقت یک سال قبل در ۲۲ آوریل ۱۹۹۱ لغو شدند و حکومت نظامی در ۱۵ ژوئیه ۱۹۸۷ لغو شده‌بود  
معمولا حادثه ۲۲۸ سال ۱۹۴۷ را که در آن کی‌ام‌تی (KMT) در پاسخ به قیام مردمی حداقل ۱۸۰۰۰ غیرنظامی تایوانی را کشت و همچنین در زمان کوتاهی بسیاری از نخبگان سیاسی و فکری محلی را اعدام کرد را جزو دوره ترور سفید به حساب نمی‌آورند. این دو واقعه اغلب به دنبال هم مورد بحث قرار می گیرند، حادثه ۲۲۸ کاتالیزوری بود که کی‌ام‌تی (KMT) را برای شروع ترور سفید تحریک کرد.   حکومت نظامی دو بار در جریان حادثه ۲۲۸ اعلام و لغو شد.
پس از حادثه ۲۲۸، کی‌ام‌تی در طول مراحل پایانی جنگ داخلی چین در سال ۱۹۴۹ از سرزمین اصلی چین به تایوان عقب نشینی نمود. کی‌ام‌تی برای تحکیم حاکمیت خود در مناطق باقیمانده خود، تدابیر سرکوب سیاسی سختی را اعمال کرد که شامل وضع حکومت نظامی، اعدام مظنونان چپ یا کسانی بود که مشکوک به همدردی با کمونیست‌ها بودند.  افراد دیگری که هدف قرار گرفتند عبارتند از مردم محلی تایوانی و مردم بومی که در حادثه ۲۲۸ شرکت کردند، مانند اویونگو یاتایوگانا (Uyongʉ Yata'uyungana)، و کسانی که به دلیل انتقاد از دولت متهم به مخالفت شدند. 
کی‌ام‌تی دادگاه‌هایی را برای افراد مخالف دولت با اتهام آنکه آنها به دنبال براندازی دولت هستند را برگزار می‌کرد.
تظاهرات دموکراسی‌خواه در این دوره مانند حادثه کائوسیونگ به شدت سرکوب شد. کی‌ام‌تی به عنوان یک دولت تک حزبی حکومت می کرد و وجود هر حزب سیاسی دیگر به شدت غیرقانونی شد. این امر منجر به عدم وجود انتخابات رقابتی شد. نامزدهای تانگوای تایید نشده ای که در انتخابات پیروز شده بودند، مانند هسو هسین لیانگ، به طور جعلی استیضاح شدند و بیشتر آن‌ها مجبور به تبعید شدند.  حتی چنین انتخابات محدودی با تقلب آشکار انتخاباتی، مانند آنچه در جریان حادثه ژونگلی رخ داد، خدشه دار شد.
ایدئولوژی، نظریه و الگوی حاکم بر سرکوب رژیم کی‌ام‌تی چیانگ جیه شی در سرزمین اصلی چین و متعاقباً در تایوان توسط برخی از دانشگاهیان و دانشمندان با رژیم‌های فاشیستی در جاهای دیگر مانند آلمان نازی مقایسه شده است،  ارتش انقلابی ملی به شدت وابسته و الهام گرفته از مأموریت نظامی آلمان در طول همکاری چین و آلمان (۱۹۲۶-۱۹۴۱) بود تا اینکه آدولف هیتلر تصمیم گرفت در سال ۱۹۳۸ با عقب نشستن از چین با امپراتوری ژاپن همسو شود.    هنگامی که چیانگ در سال ۱۹۴۹ به تایوان عقب نشینی کرد، رژیم او از ایجاد یک دموکراسی پارلمانی امتناع کرد و به گونه ای از دولت فاشیستی در تایوان ادامه داد. میراث اقتدارگرایی و فاشیسم در طول ترور سفید در تایوان تا به امروز باقی مانده است و بحث های سیاسی در مورد این موضوع همچنان در این جزیره بسیار بحث برانگیز است. 

## بازه زمانی

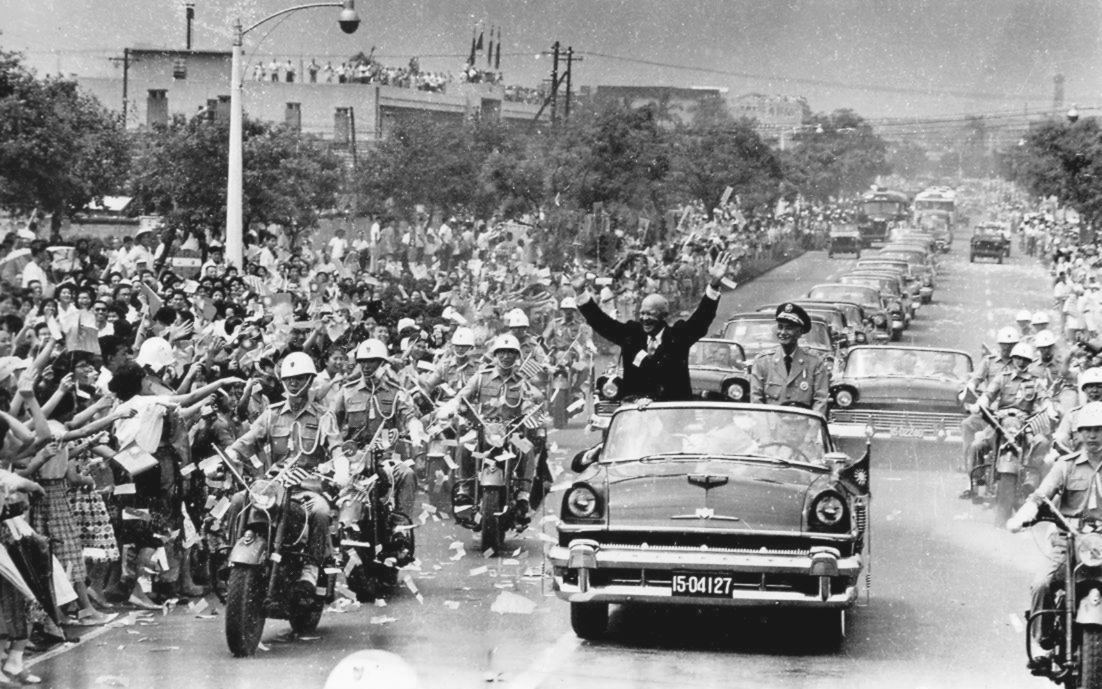
دوایت دی. آیزنهاور به همراه چیانگ کای شک در تایپه، ۱۹۶۰.

معمولا آغاز ترور سفید با اعلام حکومت نظامی در ۱۹ می ۱۹۴۹ می‌دانند. برخی منابع برای تاریخ پایان آن به لغو حکومت نظامی در ۱۵ جولای ۱۹۸۷ استناد می کنند،  در حالی که برخی دیگر به لغو ماده ۱۰۰ قانون جزا در ۲۱ سپتامبر ۱۹۹۲ استناد می کنند که آزار و اذیت مردم را با دلیل فعالیت‌های "ضد دولت" مجاز می دانست. ".  حکومت نظامی تقریباً چهار دهه به طول انجامید،  که در زمان لغو آن طولانی‌ترین دوره حکومت نظامی در جهان بود. در حال حاضر این دومین طولانی ترین دوره حکومت نظامی پس از ۴۸ سال حکومت نظامی سوریه است که از سال ۱۹۶۳ تا ۲۰۱۱ ادامه یافت 
اکثر محاکمه ها بین دو دهه اول انجام شد زمانیکه کی‌ام‌تی می‌خواست حاکمیت خود را در جزیره تحکیم کند. اکثر کسانی که تحت پیگرد قانونی قرار گرفتند توسط کومینتانگ (KMT) به عنوان "جاسوس راهزن" نامگذاری شدند (匪諜) به معنی جاسوسان کمونیست، و به این ترتیب اغلب با اعدام مجازات می شوند.  یک نقل قول وانگ جینگ‌وی، که اغلب به اشتباه به وانگ جیانگ نسبت داده می‌شود، زمانی گفته می‌شود که او ترجیح می‌دهد «به اشتباه ۱۰۰۰ انسان بی‌گناه را بکشد تا اجازه دهد یک کمونیست فرار کند».  
کی‌ام‌تی عمدتاً نخبگان فکری و اجتماعی تایوان را از ترس اینکه ممکن است در برابر حکومت کی‌ام‌تی مقاومت کنند و یا با کمونیسم همدردی کنند، زندانی کرد.  برای عنوان مثال، اتحادیه فورموسان برای رهایی بخشی، گروهی برای استقلال تایوان بود که در سال ۱۹۴۷ تأسیس شد، را کی‌ام‌تی معتقد بود که تحت کنترل کمونیست ها است، که همین منجر به دستگیری اعضای گروه در سال ۱۹۵۰ شد. سازمان جهانی متحد فورموسان برای استقلال به دلایل مشابه تحت تعقیب قرار گرفت. با این حال، سایر محاکمات چنین استدلال روشنی نداشتند، برای مثال در سال ۱۹۶۸، زمانی که بو یانگ به دلیل انتخاب کلماتش در ترجمه کمیک استریپ ملوان زبل زندانی شد. تعداد زیادی از دیگر قربانیان ترور سفید چینی‌هایی بودند که بسیاری از آنها تخلیه خود را از چین به تایوان مدیون کی‌ام‌تی بودند. 
بسیاری از قربانیان ترور سفید، مانند بو یانگ و لی آئو، برای ترویج دموکراتیک شدن تایوان و اصلاحات کومینتانگ حرکت کردند. در سال ۱۹۶۹، لی تنگ هوی، رئیس جمهور آینده، بیش از یک هفته توسط فرماندهی پادگان تایوان بازداشت و بازجویی شد، که خواستار اطلاع از «فعالیت های کمونیستی» او شده و به او گفت: «کشتن تو در این لحظه به آسانی له کردن یک مورچه تا مرگ است.» سه سال بعد از او برای پیوستن به کابینه چیانگ چینگ-کو دعوت شد. 
ترس از بحث درباره ترور سفید و حادثه ۲۸ فوریه به تدریج با لغو حکومت نظامی پس از کشتار لییو در سال ۱۹۸۷ کاهش یافت،  که با برپایی یک یادبود عمومی رسمی و عذرخواهی رئیس جمهور لی تنگ هوی در سال ۱۹۹۵ به اوج خود رسید. در سال ۲۰۰۸، رئیس جمهور ما یینگ-جو در مراسم یادبود ترور سفید در تایپه سخنرانی کرد. ما (Ma) از طرف دولت از قربانیان و اعضای خانواده آنها عذرخواهی کرد و ابراز امیدواری کرد که تایوان دیگر هرگز تراژدی مشابهی را تجربه نکند. 

## قربانیان
در این دوره حدود ۱۴۰۰۰۰ تایوانی تحت رفتارهای خشن زندانی شدند و بسیاری از آنها به طور غیرمستقیم جان خود را از دست دادند و یا در طی این روند دچار مشکلات سلامتی مختلفی شدند. حدود ۳۰۰۰ تا ۴۰۰۰ نفر به صورت مستقیم با دلیل مخالفت واقعی یا تصور مخالفت‌ آنها با دولت چیانگ کای شک کی‌ام‌تی به طور مستقیم اعدام شدند.  بیشتر قربانیان ترور سفید مرد بودند، اما تعدادی از زنان نیز شکنجه و یا اعدام شدند.  
- ۱۹۴۹: حادثه ۱۳ جولای پنگ‌هو، که در آن دانش آموزان دبیرستان، عمدتا پناهندگان از استان شاندونگ، به زور به عنوان سرباز در ۱۳ جولای استخدام شدند. دو مدیر و پنج دانش آموز به دلیل تلاش برای گزارش این حادثه اعدام شدند. [۲۱] [۲۲]
- ۱۹۴۹ - ۱۹۵۵ : ۱۱۹۶ خدمه نیروی دریایی تایوان زندانی و تعداد نامعلومی اعدام شدند. [۲۳]
- ۱۹۵۲ : حادثه مدرسه متوسطه جونگولی، [۲۴] که در آن بسیاری از معلمان دستگیر و اعدام شدند. [۱۷]
- ۱۹۵۲: حادثه لوکو (鹿窟事件) که طی آن ۳۵ نفر اعدام و ۹۸ نفر زندانی شدند.  [۲۵]
- ۱۹۵۳: رهبران بومی، از جمله سرگرد یاپاسویونگ یولونانا و موسیقیدان یونگ یاتایویونگانا با فریب دستگیر شدند، سپس در سال ۱۹۵۴ اعدام شدند. [۲۶] [۲۷]
- ۱۹۵۳-۱۹۵۱۴: تانکر غیرنظامی لهستانی پراچا و کشتی باری عمومی پرزیدینت گوتوالد در اقیانوس آرام مورد حمله قرار گرفتند و ۱ نفر در بازداشت کشته شدند. [۲۸]  ۲۹ ملوان چینی ۳۵ سال زندانی شدند وسه نفر آنها اعدام و شش نفر جانشان را از دست دادند. [۲۹]
- ۱۹۵۴: نفتکش غیرنظامی شوروی تواپس در دریای آزاد با ۴۹ خدمه مورد بدرفتاری قرار گرفته و تا ۳۴ سال بازداشت شدند که ۳ نفرشان جانشان را در طی بازداشت از دست دادند. [۳۰] [۳۱]
- ۱۹۵۵: بیش از ۳۰۰ افسر تابع ژنرال طرفدار بریتانیا/آمریکایی سان لی جن به عنوان جاسوسان کمونیست به جرم خیانت بزرگ دستگیر، شکنجه و زندانی شدند.   [۳۲] سان تا سال ۱۹۸۸ به مدت ۳۳ سال در بازداشت خانگی بود  [۳۲]
- ۱۹۵۵: حادثه ۲۴ می، سپاه جوانان چین چیانگ چینگ کو به همراه افسران ارتش و پلیس پس از یک حادثه تیراندازی، شورش های ضد آمریکایی را برانگیختند. سفارت آمریکا نیز محاصره شد.
- ۱۹۶۰: لی چن، ناشر مجله چین آزاد و دانشمندانی که یک حزب دموکراتیک را سازماندهی می کردند، دستگیر شدند، [۳۳] و تا ۱۰ سال زندانی شدند، [۳۴] و خاطرات او در زمان زندان سوزانده شد. [۳۵]
- ۱۹۶۱ : مورد سو تونگ-چی: تی‌جی‌سی بیش از ۳۰۰ هوادار استقلال تایوانی را در محاکمه های مخفی دستگیر کرد، اما توسط خبرگزاری فرانسه گزارش شد و تعداد دستگیری‌ها به ۴۹ کاهش یافت
- ۱۹۶۸:  پرونده اتحادیه دموکراتیک تایوان: دستگیری ۳۶ نویسنده از جمله چن یینگژن و چیو ین-لیانگ که از استقلال حمایت کرد.
- ۱۹۷۲: محاکمه هوانگ چی-نان و چونگ شین-هسون
- ۱۹۷۹: هشت فعال دموکراسی خواه به دنبال اعتراضی در ۱۰ دسامبر دستگیر شدند که بعداً به عنوان حادثه کوهسیونگ شناخته شد.
- ۱۹۸۰: مادر و دختران دوقلوی فعال دموکراسی لین یی هسیونگ (که در پی حادثه کائوسیونگ دستگیر شدند) در ۲۸ فوریه با ضربات چاقو کشته شدند [۳۶] [۳۷]
- ۱۹۸۱: چن ون چن ، استاد آمار کارنگی ملون، در ۳ ژوئیه پس از یک جلسه بازجویی طولانی با مقامات دولتی در جریان بازدید از تایوان، مرده پیدا شد.
- ۱۹۸۴: روزنامه نگار هنری لیو در خانه خود در شهر دالی، کالیفرنیا به دلیل نوشته هایی که رئیس جمهور جمهوری چین، چیانگ چینگ کوئو را تحقیر می کرد، ترور شد. گمان می رود که این ترور توسط پای وان هسیانگ سازماندهی شده باشد.
- ۱۹۸۷: قتل عام ۱۹۸۷: ۱۹ پناهنده زمین گیر توسط ارتش کشته شدند و شواهد از بین رفت. دولت تایوان وقوع این حادثه پس از گزارش روزنامه نگاران و در جریان بازجویی از مجلس را رد کرد.

## میراث
از زمان لغو حکومت نظامی در سال ۱۹۸۷، دولت بنیاد یادبود حادثه ۲۲۸ را ایجاد کرده است، یک صندوق غرامت غیرنظامی که توسط کمک های مردمی برای قربانیان و خانواده های آنها حمایت می شود. با این حال، هیچگاه کمیسیون حقیقت و آشتی درستی بوجود نیامد. بسیاری از نوادگان قربانیان از قربانی بودن اعضای خانواده‌شان بی‌اطلاع هستند، در حالی که بسیاری از خانواده‌های قربانیان، به‌ویژه اهل چین، از جزئیات بدرفتاری بستگان خود در جریان شورش اطلاعی نداشتند.

## یادداشت ها
1. ↑  38 years and 57 days.